# لری ویلکاکس
لری ویلکاکس (انگلیسی: Larry Wilcox؛ زادهٔ ۸ اوت ۱۹۴۷) یک هنرپیشه اهل ایالات متحده آمریکا است. وی از سال ۱۹۷۱ میلادی تاکنون مشغول فعالیت بوده‌است.
از فیلم‌هایی که وی در آن‌ها نقش داشته است، می‌توان به اسلحه پر ۱ اشاره نمود.